# 達卡努瓦里
達卡努瓦里，是台灣高雄市那瑪夏區的一里，位於該區最北邊。現任里長為許聖明。
二戰後曾稱為民生，2008年1月1日伴隨著三民鄉改名為那瑪夏鄉，而恢復原名。2010年12月25日又因高雄縣市合併升格，而改制為里。

## 外部連結
- 那瑪夏區公所 （页面存档备份，存于）